# Palmitoiletanolamide
La palmitoiletanolamide, o PEA, è l'ammide di un acido grasso di natura endogena ed appartiene alla classe degli agonisti dei fattori nucleari.
Il PEA si lega a specifici recettori nucleari e svolge un'ampia varietà di funzioni biologiche correlate con il dolore cronico e con l'infiammazione. si pensa che il bersaglio principale sia il PPAR-α.
Allo stato attuale delle conoscenze, il PEA è considerato un integratore alimentare con proprietà antinfiammatoria e antidolorifica.